# Penstemon pratensis
Penstemon pratensis är en grobladsväxtart som beskrevs av Edward Lee Greene. Penstemon pratensis ingår i släktet penstemoner, och familjen grobladsväxter. Inga underarter finns listade i Catalogue of Life.